# Deurne (Noord-Brabant)

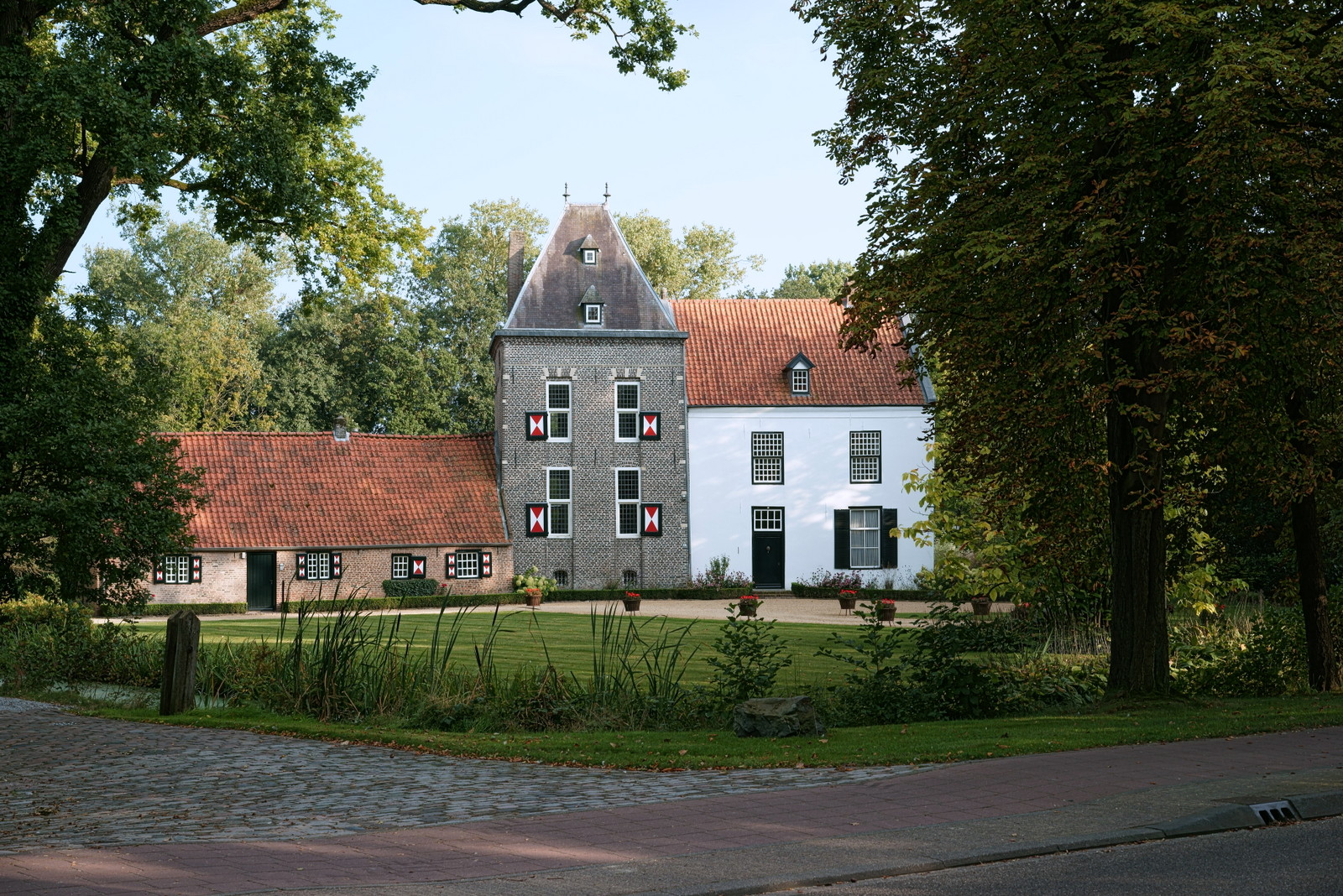
Klein Kasteel te Deurne

Deurne (uitspraakⓘ) (Brabants: Deurze) is de grootste plaats van de Nederlandse gemeente Deurne, provincie Noord-Brabant.

## De gemeente Deurne
Deurne ligt tussen Helmond en Venray. Andere kernen in de gemeente met dezelfde naam zijn Liessel, Vlierden, Neerkant en Helenaveen. De gemeente Deurne in haar huidige vorm bestaat sinds 1926, toen de voormalige gemeenten Deurne en Liessel en Vlierden werden samengevoegd. Recentere grenscorrecties vonden plaats in 1968 en 1997.

## Aangrenzende gemeenten
| Aangrenzende gemeenten | Aangrenzende gemeenten | Aangrenzende gemeenten | Aangrenzende gemeenten | Aangrenzende gemeenten |
| ---------------------- | ---------------------- | ---------------------- | ---------------------- | ---------------------- |
| Helmond                |                        | Gemert-Bakel           |                        | Venray (L)             |
|                        |                        |                        |                        |                        |
| Asten                  | Horst aan de Maas (L)  |                        |                        |                        |
|                        |                        |                        |                        |                        |
|                        |                        | Peel en Maas (L)       |                        |                        |

## Landschap en geschiedenis
Deurne ligt grotendeels in het dekzandlandschap van de Centrale Slenk. Alleen het oostelijke deel ligt op de Peelhorst. Daar konden door ondoorlatende lagen in de bodem uitgestrekte venen ontstaan, de huidige Peel. Bewoning was in het Deurnese dekzandgebied al in de prehistorie te vinden. Meer plaatsvaste bewoning zien we vanaf het Neolithicum, toen de landbouw in de Lage Landen zijn intrede deed. Door uitputting van de bodem moesten de nederzettingen telkens worden verplaatst.
De plaatsnaam Deurne in de oudste vermelding Durninum (721) is een dativus in de betekenis van met doornstruiken begroeide plek. Deze omschrijving duidt waarschijnlijk op een karakteristieke vegetatie in de late prehistorie of vroege middeleeuwen. Ook in die periode moeten er al boerderijen hebben gelegen in de nabijheid van de latere kern Deurne, mogelijk onder de huidige Koolhof, en in elk geval op de Bottel.
Pas omstreeks 1200 zien we een geleidelijke fixatie van de nederzettingen op één plek. Boerderijen kregen een vaste plek en werden niet meer elke generatie afgebroken en elders herbouwd. Een deel van die nederzettingen was toen in handen van de Abdij van Echternach, die ook de Sint-Willibrorduskerk bezat. Rond die kerk groeide in de late middeleeuwen het dorp Deurne. Het dorp Liessel ontstond in diezelfde periode rond een Sint-Hubertuskapel, Vlierden rond een kapel aan de Kapelweg.
In de late middeleeuwen kwam een nederzettingspatroon met een groot aantal buurtschappen tot stand. Zij lagen aan de verschillende kleinere dekzandruggen langs de beekdalen van de Aa, langs kleine dekzandkoppen in het veld en rondom het grote dekzandeiland van de Deurnese akker. Bestuurlijk maakte Deurne deel uit van het Kwartier van Peelland onder de hertogelijke Meierij van 's-Hertogenbosch.
Neerkant en Helenaveen ontstonden als dorpen pas in de 19e eeuw. De woningbouw in Deurne kwam na de Tweede Wereldoorlog in een stroomversnelling. Het eerste project werd uitgevoerd aan de Lindenlaan; hier verrezen de eerste moderne rijtjeswoningen. Daarna werden de projecten aan de Hellemanstraat, in de Pastoorsbuurt en het plan d'Ekker uitgevoerd, alle aan de rand van de oude dorpskern.

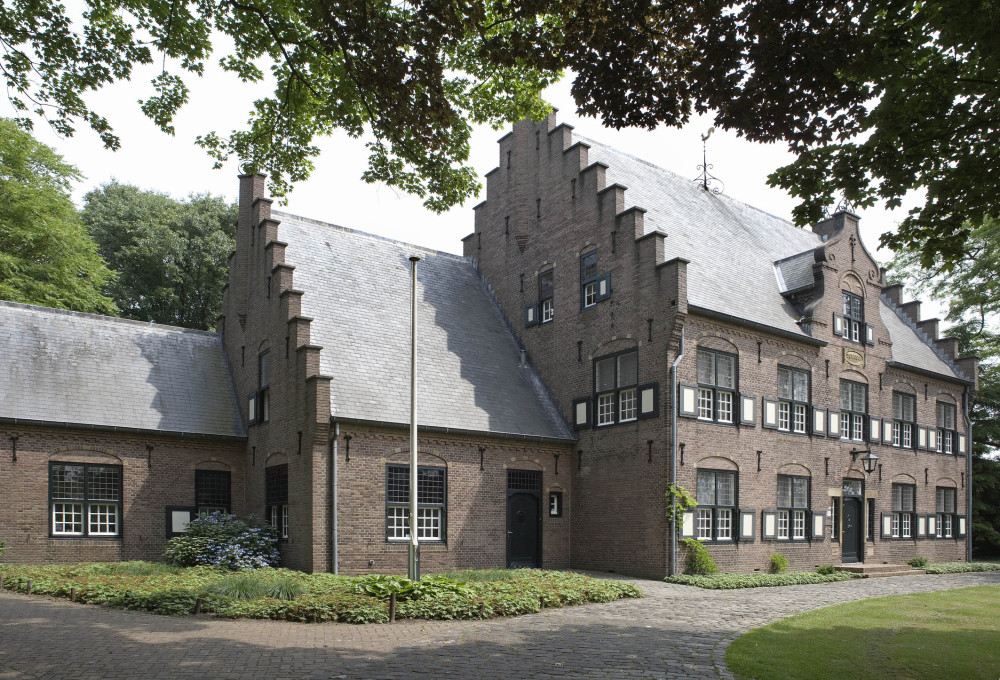
Museum De Wieger, het voormalig woonhuis van Hendrik Wiegersma in Deurne

## Museum De Wieger
Deurne geniet landelijke bekendheid door museum De Wieger, ooit het woonhuis van de schilderende arts Hendrik Wiegersma. Wiegersma was een legende. Hij was huisarts in Deurne in de Peel en had vijf zonen. Een van die zonen was Friso, een partner van Wim Sonneveld. Hij schreef voor hem het liedje ‘Het Dorp’ naar een liedje van Jean Ferrat (La Montagne) met herinneringen aan zijn verloren jeugd ('het tuinpad van mijn vader'). Al eerder leverde Hendrik Wiegersma zelf het materiaal voor de vermaarde roman ‘Dorp aan de rivier’ van Antoon Coolen (1934), een mengeling van zijn eigen leven en dat van zijn vader Jacob, die in het boek model stond voor de dorpsdokter Tjerk van Taeke. Zelf speelde hij een hoofdrol in een aantal streekromans van Toon Kortooms (geb. Deurne), waaronder ‘Help, de dokter verzuipt’ uit 1968, dat later ook verfilmd werd.
In 1918 kocht Wiegersma een goedkoop stuk land aan de rand van Deurne, het vroegere Galgenveld. Daarop liet hij door Cor Roffelsen, een Helmondse architect, een woonhuis in neorenaissancistische stijl, het huidige ‘De Wieger’ bouwen (1922), vernoemd naar de bijnaam die de dokter in het dorp had. Het huis zou na zijn dood - als geen van zijn kinderen daar zou willen wonen - tot op de laatste steen moeten worden afgebroken.

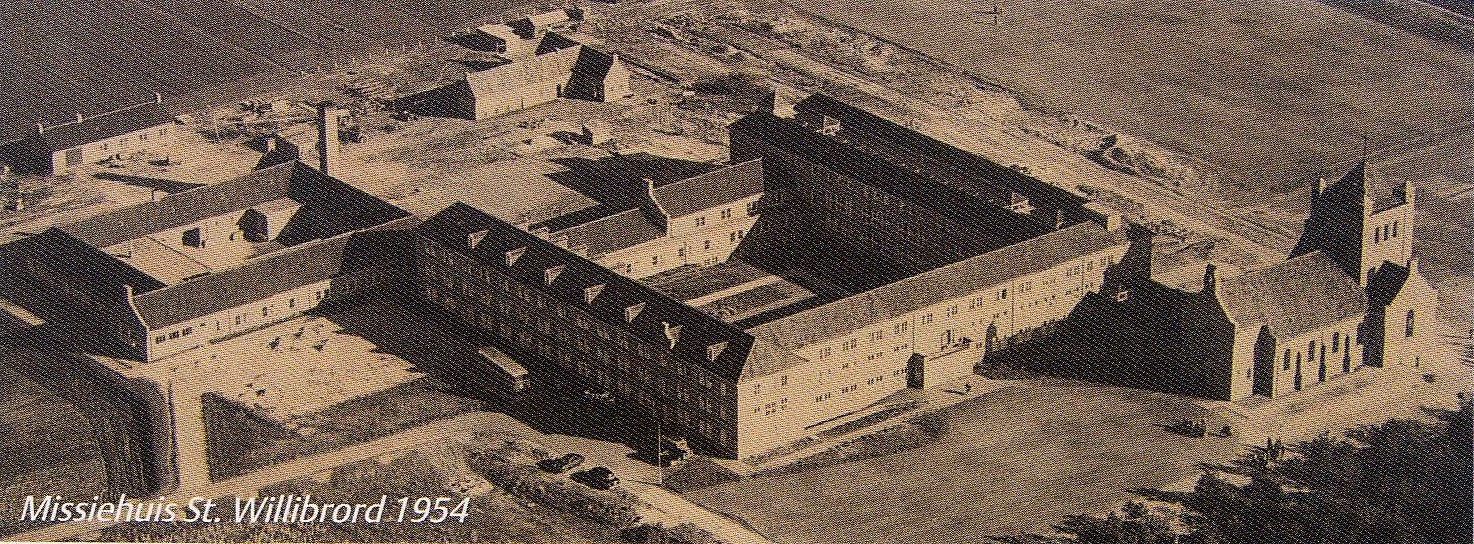
Missiehuis St. Willibrord (Deurne) 1954

## Sint-Willibrord Gymnasium
Landelijke bekendheid had Deurne ook door het Sint-Willibrord Gymnasium, een kleinseminarie annex streekgymnasium aan de Vlierdenseweg even buiten Deurne. Tot begin jaren zestig werd daar vooral lesgegeven door de paters van de rooms-katholieke congregatie Gezelschap van het Goddelijke Woord (Latijn: Societas Verbi Divini (SVD)), een missieorde, die informeel bekend stond als de  Missionarissen van Steyl. Het merendeel van de studenten woonde daar intern en werd opgeleid tot priester/missionaris. Het aantal externen was aanvankelijk in de minderheid, maar zou in de loop der jaren toenemen, terwijl ook het aantal lekenleraren groeide. In 1965 kwamen de eerste meisjes op school. In de jaren negentig verlieten de laatste leerlingen het gebouw, nadat het al eerder als missiehuis was opgegeven. In 1996 ging een werkgroep van start om zich over de toekomst van het gebouw te beraden. Dat leidde uiteindelijk in 2004 tot de opening van het Conferentiehotel Willibrordhaeghe, onder bedinging dat de toenmalige bewoners (paters en broeders), zolang zij dat wilden, op het terrein zouden kunnen blijven wonen. Thans Fletcher Hotel-restaurant Willibrordhaeghe, sinds de overname in 2016.

## Heemkunde

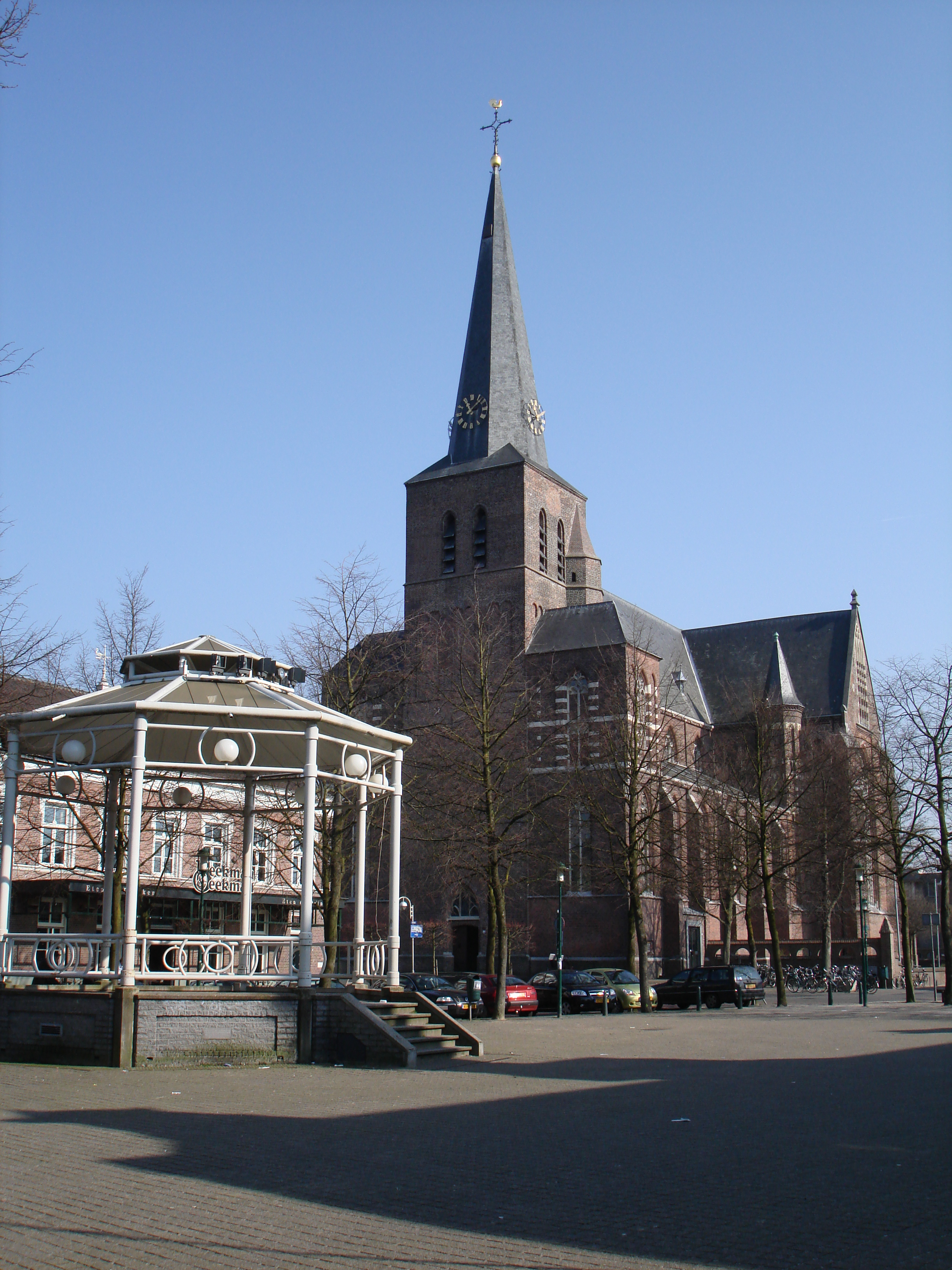
Sint-Willibrorduskerk

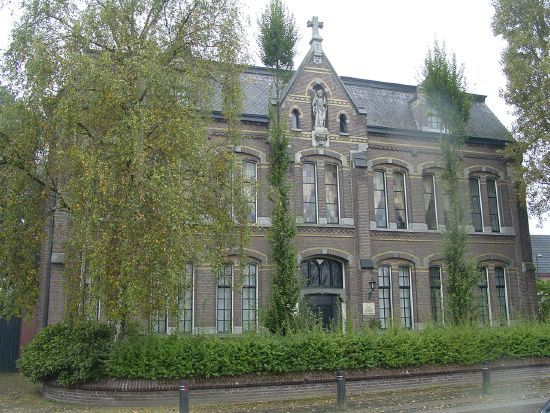
Fratershuis

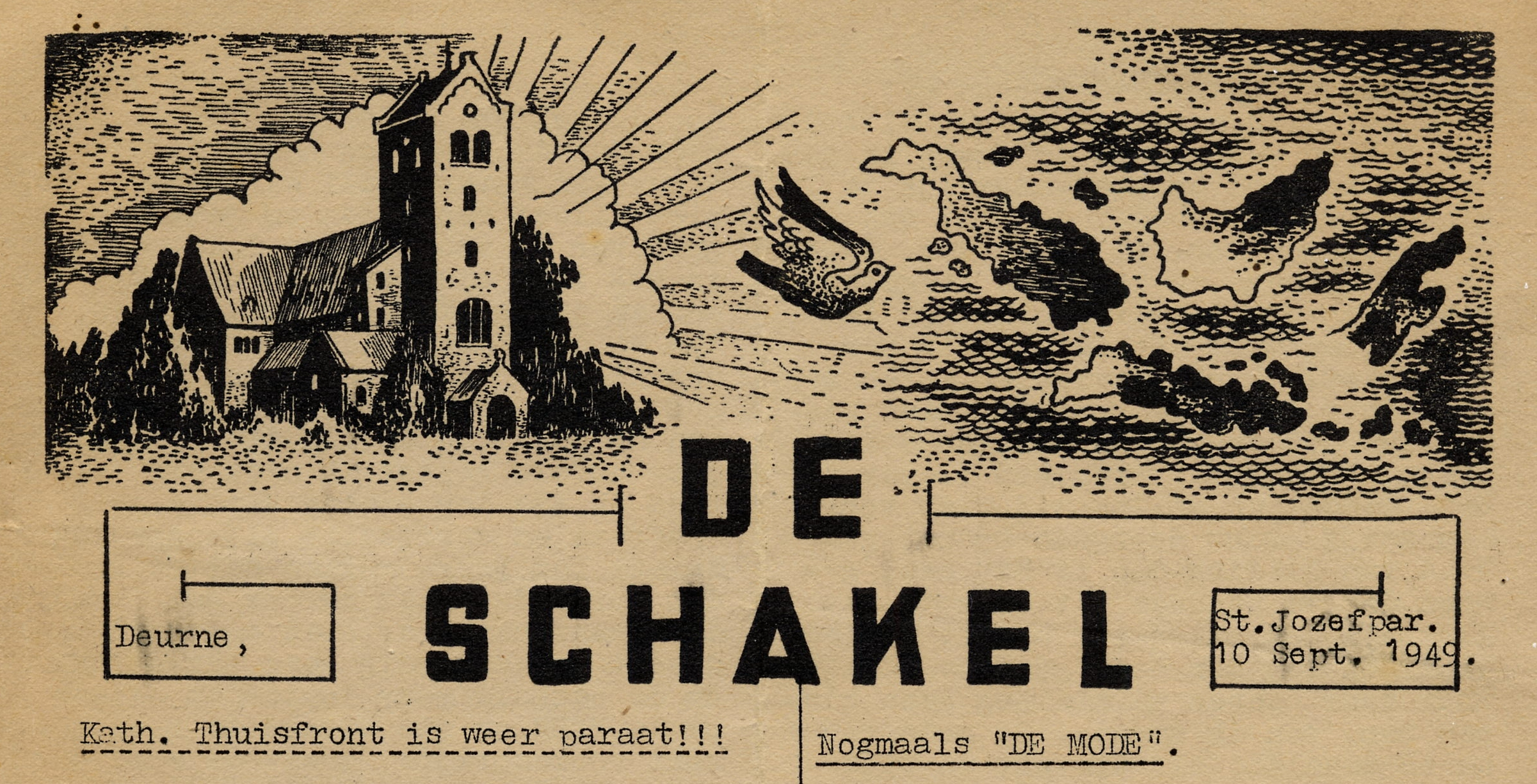
Voorpagina De Schakel, blad van Katholiek Thuisfront Sint Jozefparochie 10 september 1949

Deurne heeft een eigen heemkundekring, genoemd naar de historicus en heemkundige Hendrik Ouwerling. Deze vereniging heeft onder meer tot doel om een collectie aan te leggen van zaken die te maken hebben met de geschiedenis van Deurne, Liessel, Helenaveen, Neerkant en Vlierden. Zo bezit de heemkundekring kopieën van geboorte-, huwelijks- en overlijdensaktes, bidprentjes van mensen die in Deurne zijn geboren, getrouwd, overleden of hebben gewoond en foto's van Deurne en alles wat daarmee samenhangt, zoals mensen, verenigingen en bedrijven.

## Flora en fauna
In de wijk Sint Jozefparochie liggen twee habitats van de zeldzame knoflookpad.

## Verkeer en vervoer
Deurne heeft sinds 1864 een spoorwegstation, namelijk station Deurne. Hier rijden intercity's tussen Schiphol en Venlo, en een sprinter tussen 's-Hertogenbosch en Deurne, hierdoor is het station een eind- en overstapstation. Openbaar vervoer per bus is er via lijnen 28, 262, 266 en 268 van Hermes en lijn 80 van Arriva.
Deurne is bereikbaar via de afrit van de A67 ter hoogte van Liessel of Ommel/Asten en is het dorp Deurne via de Langstraat N270 verbonden met de A73 bij Venray. Anderzijds verbindt de N270 Deurne met Helmond en Eindhoven.
Deurne kent een centrumring, bestaande uit Europastraat, Dunantweg, Houtenhoekweg, Heuvelstraat, Lage Kerk en Hogeweg. Andere rondwegen zijn de Helmondsingel/Langstraat (jaren '70), Binderendreef (circa 2000) en Vlierdensedreef (circa 2005). Sinds mei 2016 zijn door de zuidelijke omleiding (het Knoflookpad) de Vlierdensedreef en Liesselseweg met elkaar verbonden.

## Fabriek Beckers
De frikandel werd in zijn huidige vorm voor het eerst gemaakt door Jan Bekkers, oprichter van snackfabriek Beckers, in Deurne in 1959. Hij baseerde de frikandel op een recept uit 1954 van Gerrit de Vries uit Dordrecht die gehaktballen tot worsten rolde. Op basis van inspiratie die hij in Amerika had opgedaan, paste Bekkers het recept aan tot een gladde frikandel met fijngemalen vlees.

## Cultuur
Het lied Het dorp (lied) van Wim Sonneveld gaat over Deurne. Het is geschreven door Deurnenaar Friso Wiegersma, partner van Wim Sonneveld.

## Bezienswaardigheden
- De Sint-Willibrorduskerk
- De Sint-Jozefskerk
- De Protestantse kerk
- De Heilige Geestkerk, sinds 2014 een uitvaartcenrum
- De Gerardus Majellakerk te Walsberg werd in 2009 gesloten en kreeg een commerciële bestemming
- Het Klein Kasteel
- Het Groot Kasteel
- Het Museum de Wieger
- De Holten's Molen
- Het Dinghuis

Zie ook
- Lijst van rijksmonumenten in Deurne
- Lijst van gemeentelijke monumenten in Deurne
- Lijst van oorlogsmonumenten in Deurne
- Lijst van beelden in Deurne

## Wijken
- Heiakker
- Houtenhoek
- Sint-Jozefparochie
- Koolhof
- De Vennen
- Rijtse Vennen
- Vlier-Noord
- Vlier-Zuid
- Walsberg
- Zeilberg

## Bedrijfsterreinen
- Binderen
- De Leemskuilen
- De Poort
- De Rijt
- Grote Bottel
- Kranenmortel
- Moorveld
- Willige Laagt

## Onderwijs

### Basisonderwijs
- Basisschool De Piramide
- R.K. basisschool d’n Bogerd
- Basisschool Tijl Uilenspiegel
- R.k. Basisschool Gerardus
- Basisschool St. Willibrordus
- R.K. basisschool d'n Heiakker
- Openbare basisschool De Hasselbraam
- Openbare basisschool De Bron
- Basisschool de Zeilberg
- R.K. Basisschool De Wegwijzer Vlierden
- Sociocratische Leeromgeving LOS Deurne
- OBS de Bron

### Voortgezet onderwijs
- De Sprong
- Hub van Doornecollege
- Alfrinkcollege
- Peellandcollege
- St.-Willibrord Gymnasium
- Sociocratische Leeromgeving LOS Deurne

## Verenigingen
Enkele verenigingen in Deurne zijn:
- Atletiekvereniging AV-LGD
- Basketbalvereniging Deurne Pioniers
- Carnavalsvereniging De Peelstrekels
- Carnavalsvereniging De Heikneuters
- Carnavalsvereniging De Pottenbakkers
- Handbalvereniging De Sprint Deurne
- Handboogvereniging Vredelust
- Heemkundekring H.N. Ouwerling
- Koninklijke Harmonie Deurne
- Korfbalvereniging ZSV
- Scouting Deurne
- Scouting Sint Jozef
- Tennisclub Deurne
- Tennisclub Op Dreef
- Voetbalvereniging SV Deurne
- Voetbalvereniging ZSV
- Voetbalvereniging Racing Boys
- Voetbalvereniging SJVV
- Hockeyclub MHC Deurne
- Zwemvereniging DZT'62
- Zwemvereniging De Watervrienden
- Stichting Jong Nederland Zeilberg

## Voorzieningen
- Bibliotheek Deurne
- Laco sportcentrum De Wiemel met zwembad
- Elkerliek Ziekenhuis
- Zorgboogcentrum De Nieuwenhof
- Gemeenschapshuis Den Draai[5]